# Kirsten Flipkens
Kirsten Flipkens (Geel, 10 de Janeiro de 1986) é uma ex-tenista profissional da Bélgica. Seus melhores rankings foram 13 (simples) e 23 (duplas). Possui 8 títulos WTA, sendo um em simples e sete em duplas.
Já havia se aposentado de simples no Torneio de Wimbledon de 2022. A despedida total do tênis se deu na edição seguinte do major londrino, onde, ao lado Tímea Babos, chegou à terceira fase.

## Finais

### Circuito WTA

#### Simples: 4 (1 título, 3 vices)
| Campeã – Legenda                    |
| ----------------------------------- |
| Grand Slam (0–0)                    |
| WTA Tour (0–0)                      |
| Premier Mandatory & Premier 5 (0–0) |
| Premier (0–0)                       |
| International (1-3)                 |

| Títulos por Piso |
| ---------------- |
| Duro (0-1)       |
| Grama (0-2)      |
| Saibro (0–0)     |
| Carpete (1–0)    |

| Posição   | N. | Data             | Torneio                                  | Piso    | Oponente          | Placar        |
| --------- | -- | ---------------- | ---------------------------------------- | ------- | ----------------- | ------------- |
| Vencedora | 1. | 16 Setembro 2012 | Bell Challenge, Quebec, Canadá           | Carpete | Lucie Hradecká    | 6–1, 7–5      |
| Finalista | 1. | 22 Junho 2013    | Topshelf Open, 's-Hertogenbosch, Holanda | Grama   | Simona Halep      | 4–6, 2–6      |
| Finalista | 2. | 6 Março 2016     | Abierto GNP Seguros, Monterrey, México   | Duro    | Heather Watson    | 3-6, 6-2, 6-3 |
| Finalista | 3. | 17 Junho 2018    | Libéma Open, 's-Hertogenbosch, Holanda   | Grama   | Aleksandra Krunić | 6–7, 7–5, 6–1 |

#### Duplas: 4 (4 títulos, 6 vices)
| Posição   | N.  | Data              | Torneio                                        | Piso   | Parceira           | Oponente                            | Placar                |
| --------- | --- | ----------------- | ---------------------------------------------- | ------ | ------------------ | ----------------------------------- | --------------------- |
| Vencedora | 1.  | 25 Setembro 2016  | Korea Open, Seoul, South Korea                 | Duro   | Johanna Larsson    | Akiko Omae Peangtarn Plipuech       | 6-2, 6-3              |
| Finalista | 2.  | 27 Maio 2017      | Nuremberg Cup, Nuremberg, Germany              | Saibro | Johanna Larsson    | Nicole Melichar Anna Smith          | 3–6, 6–3, [11–9]      |
| Vencedora | 3.  | 18 Junho 2017     | Ricoh Open, 's-Hertogenbosch, Holanda          | Grama  | Dominika Cibulková | Kiki Bertens Demi Schuurs           | 4–6, 6–4, [10–6]      |
| Finalista | 4.  | 21 Outubro 2017   | Luxembourg Open, Kockelscheuer, Luxembourg     | Duro   | Eugenie Bouchard   | Lesley Kerkhove Lidzija Marozava    | 7–6(7-4), 4–6, [6–10] |
| Finalista | 5.  | 25 Fevereiro 2018 | Hungarian Ladies Open, Budapest, Hungary       | Duro   | Johanna Larsson    | Georgina García Pérez Fanny Stollár | 6–4, 4–6, [3–10]      |
| Vencedora | 6.  | 15 Abril 2018     | Ladies Open Lugano, Lugano, Switzerland        | Saibro | Elise Mertens      | Vera Lapko Aryna Sabalenka          | 6–1, 6–3              |
| Finalista | 7.  | 26 Maio 2018      | Nuremberg Cup, Nuremberg, Germany              | Saibro | Johanna Larsson    | Demi Schuurs Katarina Srebotnik     | 6–3, 3–6, [7–10]      |
| Finalista | 8.  | 16 Junho 2018     | Libéma Open, 's-Hertogenbosch, The Netherlands | Grama  | Kiki Bertens       | Demi Schuurs Elise Mertens          | 3–3 ret.              |
| Vencedora | 9.  | 14 Outubro 2018   | Linz Open, Linz, Austria                       | Duro   | Johanna Larsson    | Raquel Atawo Anna-Lena Grönefeld    | 4–6, 6–4, [10–5]      |
| Finalista | 10. | 12 Janeiro 2019   | Hobart International, Hobart, Australia        | Duro   | Johanna Larsson    | Chan Hao-ching Latisha Chan         | 3–6, 6–3, [6–10]      |

## Ligações Externas
- Perfil na WTA